# Kasteel van Opstal

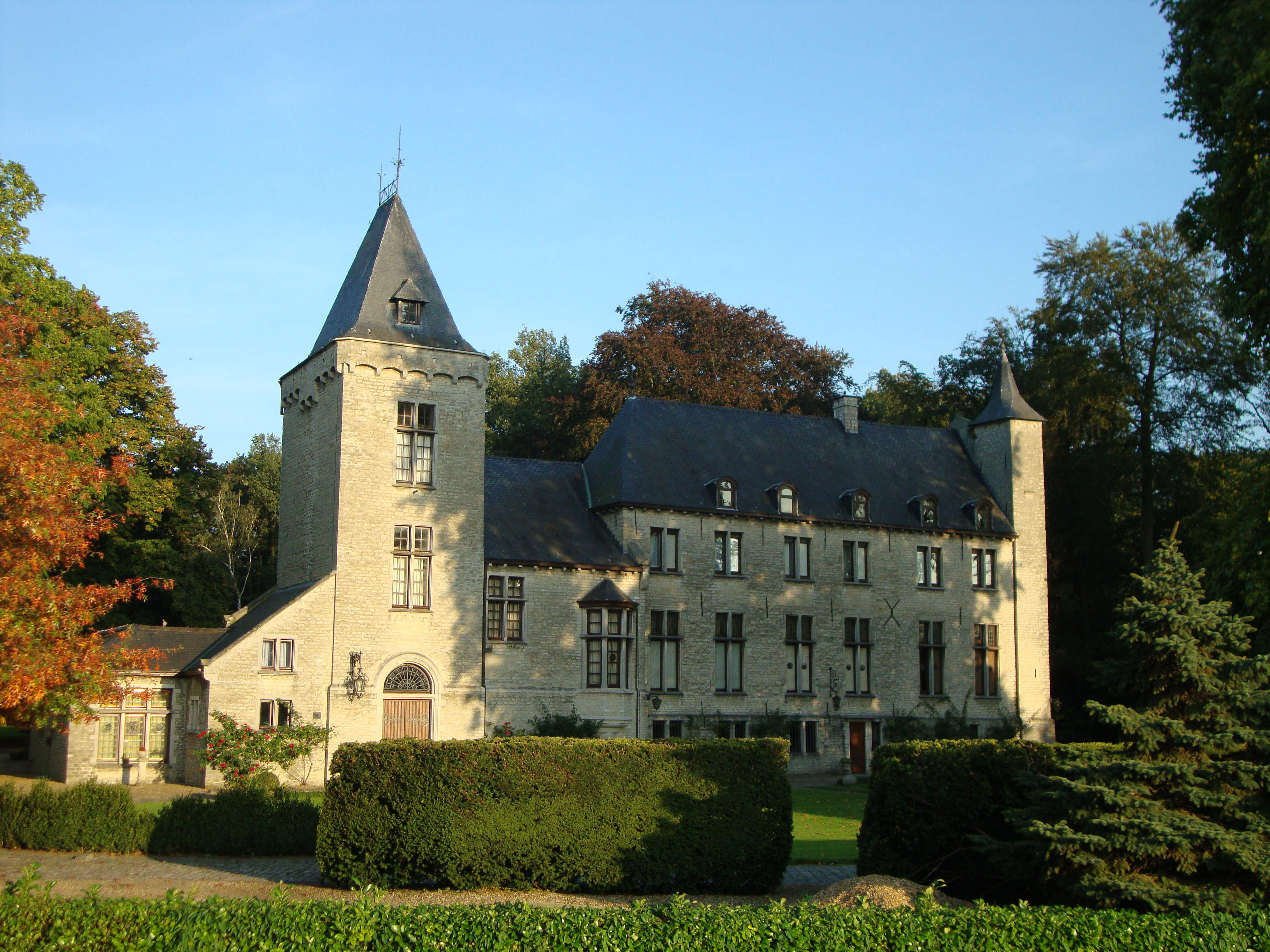
Kasteel van Opstal

Het Kasteel van Opstal is een kasteel in de tot de Vlaams-Brabantse gemeente Kampenhout behorende plaats Relst, gelegen aan de Hutstraat 18.

## Geschiedenis
Begin 14e eeuw was voor het eerst sprake van  een Hof van Opstal. In 1732 was sprake van een buitenhuis (huis van plaisantie) en een pachthoeve met bijgebouwen. In de loop van de 19e eeuw werd Joseph-François de Neuf eigenaar van het goed. Omstreeks 1864 vond in opdracht van de Neuf een verbouwing plaats en sindsdien sprak men van een kasteel. Wat later liet hij op een akker verderop een kapel bouwen die de voorloper werd van de Sint-Jozefskerk.
In 1906 werd het goed gekocht door Jules De Bruyn en Maria Dauw. Dezen lieten het kasteel in neo-middeleeuwse trant verbouwen. Zo kwam ook de massieve rechthoekige toren met hoog tentdak tot stand. Het geheel is in witte zandsteen opgetrokken.